# Grande Prêmio da França de 2018
O Grande Prêmio da França de 2018 (formalmente denominado Formula 1 Pirelli Grand Prix de France 2018) foi a oitava etapa da temporada de 2018 da Fórmula 1. Disputada em 24 de junho de 2018 no Circuito Paul Ricard, Le Castellet, França
O Grande Prêmio da França volta ao calendário da Fórmula 1 desde 2008 e o Circuito Paul Ricard em Le Castellet, retorna desde 1990. 

## Relatório

### Treino Classificatório
Q1
Com todos os pilotos usando os pneus ultramacios, os mais aderentes do fim de semana, os trabalhos começaram com Kevin Magnussen e Romain Grosjean, da Haas, fazendo os melhores tempos. Mas logo os favoritos entraram na pista e, com todos fazendo trechos longos por medo da chuva, Lewis Hamilton fez o melhor tempo do fim de semana até então (1m31s271).
Entre os eliminados, a surpresa negativa foi o terrível desempenho da McLaren, que teve Fernando Alonso apenas em 16º, dois postos à frente de Stoffel Vandoorne. Destaque negativo também para a Williams, que ficou nas últimas duas posições, com Sergey Sirotkin à frente de Lance Stroll. Punido por troca de motor, Brendon Hartley foi o 17º, mas vai largar em último, beneficiando Vandoorne, Sirotkin e Stroll.
Eliminados: Fernando Alonso (McLaren), Brendon Hartley (Toro Rosso), Stoffel Vandoorne (McLaren), Sergey Sirotkin (Williams) e Lance Stroll (Williams).
Q2
Com os primeiros pingos caindo, todos os pilotos saíram logo dos boxes em busca de boas voltas antes que a chuva caísse de vez. Enquanto pilotos como Verstappen, Ricciardo e Vettel não fizeram bons tempos de cara, Hamilton melhorou ainda mais o tempo do Q1 e fez 1m30s645, com supermacios, já pensando na corrida, já que a regra obriga os pilotos a largarem com os pneus da melhor volta no Q2.
Em seguida, Vettel e Raikkonen, com ultramacios, subiram para segundo e terceiro, mas a 0s3 e 0s4 do inglês, mostrando como a Ferrari não vem se adaptando bem à pista de Paul Ricard. No fim das contas, a chuva não caiu no restante do Q2, e Vettel, ainda com ultramacios, melhorou o tempo, confirmando que vai largar com este jogo de pneus. Já os pilotos de Mercedes e RBR fizeram suas melhores voltas com supermacios, o que lhes permitirá um primeiro trecho de corrida mais longo.
Mas o grande destaque do Q2 foi o extraordinário desempenho de Charles Leclerc. Mesmo com a modesta Sauber, o monegasco arrancou um surpreendente décimo lugar, o que lhe levou ao Q3 pela primeira vez na carreira em seu ano de estreia.
Eliminados: Esteban Ocon (Force India), Nico Hülkenberg (Renault), Sergio Pérez (Force India), Pierre Gasly (Toro Rosso) e Marcus Ericsson (Sauber).
Q3
Hamilton voltou a manter o domínio na parte final do treino, mas surpreendeu a margem bem menor em relação ao restante do treino: apenas 0s095 de vantagem para Bottas e 0s178 para Vettel, que finalmente fez um tempo mais próximo da Mercedes com o mesmo jogo de pneus.
A sete minutos do fim, Romain Grosjean acrescentou um novo acidente à sua extensa galeria de batidas ao perder o controle do carro depois de subir numa zebra. Apesar de o impacto ter sido fraco, o carro ficou parado na área de escape, e a direção de prova agitou a bandeira vermelha, interrompendo a sessão. Irritado com mais um erro em 2018, Grosjean chegou a empurrar um cinegrafista que o acompanhava no retorno aos boxes.
Na volta do treino, Bottas chegou a tomar o primeiro lugar de Hamilton, que teve de se desdobrar no últmo setor da volta derradeira para retomar a pole. Já Vettel e Raikkonen erraram em suas últimas tentativas e não conseguiram brigar diretamente com a dupla da Mercedes.

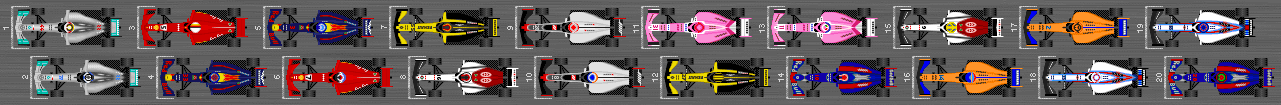
Grid de Largada

### Corrida
A largada foi caótica para Valtteri Bottas e Sebastian Vettel. O finlandês conseguiu se manter à frente do alemão e logo atrás de Lewis Hamilton, o pole-position. Mas o alemão acabou tocando a asa dianteira no pneu traseiro esquerdo de Bottas. Os dois se arrastaram para os boxes para fazer os reparos no carro. Vários pilotos escaparam na primeira curva. Quem se deu melhor foi Carlos Sainz, que pulou para terceiro, atrás de Max Verstappen, o segundo, e Daniel Ricciardo, quarto. Kevin Magnussen aparecia em quinto, seguido por Charles Leclerc. Na confusão, o safety-car foi acionado pela direção de prova.
Num dia de festa para o automobilismo francês, os donos da casa se encontraram nas primeiras curvas. Os jovens Esteban Ocon e Pierre Gasly foram envolvidos num toque causado por Romain Grosjean, se tocaram e tiveram seus carros bastante danificados, abandonando a prova logo no começo. Assim, o único dos franceses na pista era o piloto da Haas, em oitavo, logo atrás de Kimi Räikkönen.Vettel e Bottas conseguiram voltar, ainda que no fim do pelotão. 31 voltas depois, Romain foi punido em 5s por ter causado o acidente com os compatriotas.
O safety-car voltou para os pits na sexta volta. Hamilton sequer foi pressionado e tratou de abrir vantagem para o restante do pelotão. Räikkönen abria caminho para passar Leclerc e atacar Magnussen na luta pela quinta posição. E, no fim da fila, Vettel mostrava que estava nos seus piores dias e tocava na McLaren de Fernando Alonso, fazendo o bicampeão mundial rodar.
Hamilton liderava a corrida com extrema tranquilidade. Apenas um grande erro ou uma falha na sua Mercedes seria capaz de tirar uma vitória certa. Sainz era ultrapassado por Ricciardo, que entrava no top-3, e passava a ser atacado por Räikkönen. E a punição a Vettel finalmente era anunciada: 5s a cumprir nos boxes ou então acrescidos ao tempo total de prova. O alemão aparecia em décimo na volta 11, depois de passar Nico Hülkenberg, enquanto Bottas vinha em 12º.
Vettel mostrava ser muito mais combativo que Bottas, abria caminho e fazia bela corrida. O alemão conseguia passar Sergio Pérez e Romain Grosjean para avançar à oitava posição. Valtteri subia para 11º depois de ganhar a colocação de Pérez, que estava longe de ter o melhor ritmo com a Force India.
Sebastian Vettel era, de fato, o grande destaque de uma corrida que não tinha nenhuma briga real pela vitória. Vettel passava Leclerc com tranquilidade e, com a ajuda da asa móvel, também passava Sainz, partindo então para cima do seu companheiro de equipe, que seguia muito discreto. Mais discreto ainda estava Bottas, que aparecia apenas em décimo, enquanto Vettel vinha em quinto. Quem também indicava que vinha com tudo era a chuva, fator que poderia mudar toda a dinâmica da disputa.
Com 26 voltas, Verstappen abriu a janela de troca de pneus para os primeiros colocados, com a Red Bull calçando os macios para o holandês ir até o fim. Outro que fazia sua parada era Sainz. Na saída, ficou claro o quanto o trecho é perigoso por lançar o piloto dos pits direto na reta dos boxes, onde os outros aceleram com velocidade muito maior. Por sorte, não houve maiores consequências. E Pérez, pouco depois, recolhia para os boxes da Force India e encerrava sua jornada em Paul Ricard após sofrer problemas no motor.
Depois que voltou dos boxes, Verstappen andava à frente de Vettel e Ricciardo. O holandês, no entanto, reclamava de vibrações no seu carro, mas mantinha um ritmo forte pista e só esperava o pit-stop de Räikkönen para voltar à segunda colocação. Tanto que Max, pouco depois, conseguia fazer a melhor volta da corrida naquele momento.
Hamilton finalmente fez seu pit-stop ao fim da volta 33. Kimi tomou a ponta de forma momentânea, mas logo o 'Homem de Gelo' realizou a troca de pneus, mudando de ultra para supermacios. E Ricciardo, com pneus em melhor estado, conseguia passar Vettel para voltar ao terceiro lugar.
Lá no fim do grid, McLaren e Williams faziam uma péssima corrida. Novamente. Sergey Sirotkin e Lance Stroll andavam no fim do grid, e Alonso não tinha ritmo sequer para conseguir ultrapassar a Sauber de Leclerc, que vinha em 12º. Por sua vez, Vandoorne tinha um desempenho um pouco mais decente e aparecia em nono lugar. Räikkönen também mostrava um melhor rendimento depois de ter trocado os pneus e conseguia cravar a então melhor volta da corrida.
Não havia nenhum sinal ou ameaça de chuva. A prova, definitivamente, caminhava para seu fim com a pista seca. Um problema a menos para Hamilton e uma chance perdida de virada para quem esperava pelo imponderável. 
A prova registrou dois momentos emblemáticos. O primeiro deles foi a ultrapassagem de Räikkönen sobre Vettel, com o finlandês subindo para quarto. Depois, Alonso não suportou por se ver novamente sem competitividade e bradou via rádio: "Não tenho freios, não tenho pneus, estou fora dos pontos... Não sei vocês, mas não estou ligando muito para o resultado", além de outro trecho inaudível. Bottas enfrentava problemas no seu pit-stop, enquanto Vettel fazia uma nova troca, com a Ferrari espetando pneus ultramacios para ir até o fim. Neste período, Seb pagou a punição de 5s.
Nas voltas finais, Räikkönen manteve o forte ritmo e conseguiu se aproximar para ultrapassar Ricciardo, garantindo um lugar no pódio após um empolgante duelo. Lá atrás, Alonso não conseguia oferecer resistência ao companheiro de equipe. Vandoorne, que havia parado para trocar pneus, subia para 12º, logo à frente do espanhol, que abandonou logo depois por conta de um problema na suspensão traseira esquerda.
No fim da corrida, a direção de prova acionou o safety-car virtual após Stroll escapar com um pneu furado e espalhar detritos da pista. Logo que a prova retomou seu ritmo normal, Hamilton confirmou uma vitória dominante em Le Castellet. Lewis colocava a Mercedes de volta ao topo do pódio e, de quebra, retomava a liderança da temporada 2018 da F1.

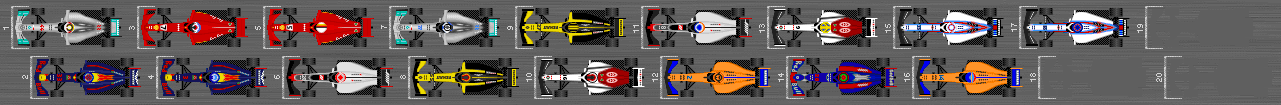
Resultado da corrida

## Pneus
| Nome do composto | Cor | Banda de rolamento | Condições de Tempo | Dry Type                           | Aderência      | Longevidade   |
| ---------------- | --- | ------------------ | ------------------ | ---------------------------------- | -------------- | ------------- |
| Ultra Macio      |     | Slick (P Zero)     | Seco               | Ultrasoft                          | Mais aderência | Menos durável |
| Super Macio      |     | Slick (P Zero)     | Seco               | Supersoft                          | Mais aderência | Menos durável |
| Macio            |     | Slick (P Zero)     | Seco               | Soft                               | Médio          | Médio         |
| Intermediário    |     | Sulcos (Cinturato) | Molhado            | Intermediate (água não estagnante) | —              | —             |
| Chuva            |     | Sulcos (Cinturato) | Molhado            | Wet (água estagnante)              | —              | —             |

| Escolhas de Pneus de cada piloto para o GP da França: | Escolhas de Pneus de cada piloto para o GP da França: | Escolhas de Pneus de cada piloto para o GP da França: | Escolhas de Pneus de cada piloto para o GP da França: | Escolhas de Pneus de cada piloto para o GP da França: | Escolhas de Pneus de cada piloto para o GP da França: |
| ----------------------------------------------------- | ----------------------------------------------------- | ----------------------------------------------------- | ----------------------------------------------------- | ----------------------------------------------------- | ----------------------------------------------------- |
| Nº                                                    | Pilotos                                               | Equipe(s)                                             | Macio                                                 | Super Macio                                           | Ultra Macio                                           |
| 44                                                    | Lewis Hamilton                                        | Mercedes                                              | 1                                                     | 3                                                     | 9                                                     |
| 77                                                    | Valtteri Bottas                                       | Mercedes                                              | 2                                                     | 2                                                     | 9                                                     |
| 5                                                     | Sebastian Vettel                                      | Ferrari                                               | 1                                                     | 3                                                     | 9                                                     |
| 7                                                     | Kimi Räikkönen                                        | Ferrari                                               | 2                                                     | 2                                                     | 9                                                     |
| 3                                                     | Daniel Ricciardo                                      | Red Bull-TAG Heuer                                    | 3                                                     | 3                                                     | 7                                                     |
| 33                                                    | Max Verstappen                                        | Red Bull-TAG Heuer                                    | 3                                                     | 3                                                     | 7                                                     |
| 11                                                    | Sergio Pérez                                          | Force India-Mercedes                                  | 3                                                     | 2                                                     | 8                                                     |
| 31                                                    | Esteban Ocon                                          | Force India-Mercedes                                  | 3                                                     | 2                                                     | 8                                                     |
| 18                                                    | Lance Stroll                                          | Williams-Mercedes                                     | 1                                                     | 2                                                     | 10                                                    |
| 35                                                    | Sergey Sirotkin                                       | Williams-Mercedes                                     | 2                                                     | 1                                                     | 10                                                    |
| 55                                                    | Carlos Sainz Jr.                                      | Renault                                               | 1                                                     | 3                                                     | 9                                                     |
| 27                                                    | Nico Hülkenberg                                       | Renault                                               | 2                                                     | 2                                                     | 9                                                     |
| 10                                                    | Pierre Gasly                                          | Toro Rosso-Honda                                      | 1                                                     | 4                                                     | 8                                                     |
| 28                                                    | Brendon Hartley                                       | Toro Rosso-Honda                                      | 2                                                     | 3                                                     | 8                                                     |
| 8                                                     | Romain Grosjean                                       | Haas-Ferrari                                          | 2                                                     | 3                                                     | 8                                                     |
| 20                                                    | Kevin Magnussen                                       | Haas-Ferrari                                          | 1                                                     | 4                                                     | 8                                                     |
| 14                                                    | Fernando Alonso                                       | McLaren-Renault                                       | 3                                                     | 2                                                     | 8                                                     |
| 2                                                     | Stoffel Vandoorne                                     | McLaren-Renault                                       | 2                                                     | 2                                                     | 9                                                     |
| 9                                                     | Marcus Ericsson                                       | Sauber-Ferrari                                        | 2                                                     | 2                                                     | 9                                                     |
| 16                                                    | Charles Leclerc                                       | Sauber-Ferrari                                        | 1                                                     | 3                                                     | 9                                                     |

## Resultados

### Treino Classificatório
| Pos.                    | Nº | Piloto            | Construtor                | Q1        | Q2       | Q3       | Grid |
| ----------------------- | -- | ----------------- | ------------------------- | --------- | -------- | -------- | ---- |
| 1                       | 44 | Lewis Hamilton    | Mercedes                  | '1:31.271 | 1:30.645 | 1:30.029 | 1    |
| 2                       | 77 | Valtteri Bottas   | Mercedes                  | 1:31.776  | 1:31.227 | 1:30.147 | 2    |
| 3                       | 5  | Sebastian Vettel  | Ferrari                   | 1:31.820  | 1:30.751 | 1:30.400 | 3    |
| 4                       | 33 | Max Verstappen    | Red Bull Racing-TAG Heuer | 1:31.531  | 1:30.818 | 1:30.705 | 4    |
| 5                       | 3  | Daniel Ricciardo  | Red Bull Racing-TAG Heuer | 1:31.910  | 1:31.538 | 1:30.895 | 5    |
| 6                       | 7  | Kimi Räikkönen    | Ferrari                   | 1:31.567  | 1:30.772 | 1:31.057 | 6    |
| 7                       | 55 | Carlos Sainz Jr.  | Renault                   | 1:32.394  | 1:32.016 | 1:32.126 | 7    |
| 8                       | 16 | Charles Leclerc   | Sauber-Ferrari            | 1:32.538  | 1:32.055 | 1:32.635 | 8    |
| 9                       | 20 | Kevin Magnussen   | Haas-Ferrari              | 1:32.169  | 1:31.510 | 1:32.930 | 9    |
| 10                      | 8  | Romain Grosjean   | Haas-Ferrari              | 1:32.083  | 1:31.472 | S/Tempo  | 10   |
| 11                      | 31 | Esteban Ocon      | Force India-Mercedes      | 1:32.786  | 1:32.075 | —        | 11   |
| 12                      | 27 | Nico Hülkenberg   | Renault                   | 1:32.949  | 1:32.115 | —        | 12   |
| 13                      | 11 | Sergio Pérez      | Force India-Mercedes      | 1:32.692  | 1:32.454 | —        | 13   |
| 14                      | 10 | Pierre Gasly      | Toro Rosso-Honda          | 1:32.447  | 1:32.460 | —        | 14   |
| 15                      | 9  | Marcus Ericsson   | Sauber-Ferrari            | 1:32.804  | 1:32.820 | —        | 15   |
| 16                      | 14 | Fernando Alonso   | McLaren-Renault           | 1:32.976  | —        | —        | 16   |
| 17                      | 28 | Brendon Hartley   | Toro Rosso-Honda          | 1:33.025  | —        | —        | 20 1 |
| 18                      | 2  | Stoffel Vandoorne | McLaren-Renault           | 1:33.162  | —        | —        | 17   |
| 19                      | 35 | Sergey Sirotkin   | Williams-Mercedes         | 1:33.636  | —        | —        | 18   |
| 20                      | 18 | Lance Stroll      | Williams-Mercedes         | 1:33.729  | —        | —        | 19   |
| Tempo dos 107%:1:37.659 |    |                   |                           |           |          |          |      |
| Fonte:                  |    |                   |                           |           |          |          |      |

Notas
- ↑1  – Brendon Hartley foi punido com 35 posições no grid por troca de componentes do motor, mas, pela nova regra, o piloto cai automaticamente para a última colocação.

### Corrida
| Pos.   | Nu. | Piloto            | Construtor                | Voltas | Tempo/Retirado | Grid | Pontos |
| ------ | --- | ----------------- | ------------------------- | ------ | -------------- | ---- | ------ |
| 1      | 44  | Lewis Hamilton    | Mercedes                  | 53     | 1:30:11.385    | 1    | 25     |
| 2      | 33  | Max Verstappen    | Red Bull Racing-TAG Heuer | 53     | +7.090s        | 4    | 18     |
| 3      | 7   | Kimi Räikkönen    | Ferrari                   | 53     | +25.888s       | 6    | 15     |
| 4      | 3   | Daniel Ricciardo  | Red Bull Racing-TAG Heuer | 53     | +34.736s       | 5    | 12     |
| 5      | 5   | Sebastian Vettel  | Ferrari                   | 53     | +61.935s       | 3    | 10     |
| 6      | 20  | Kevin Magnussen   | Haas-Ferrari              | 53     | +79.364s       | 9    | 8      |
| 7      | 77  | Valtteri Bottas   | Mercedes                  | 53     | +80.632s       | 2    | 6      |
| 8      | 55  | Carlos Sainz Jr.  | Renault                   | 53     | +87.184s       | 7    | 4      |
| 9      | 27  | Nico Hülkenberg   | Renault                   | 53     | +91.989s       | 12   | 2      |
| 10     | 16  | Charles Leclerc   | Sauber-Ferrari            | 53     | +93.873s       | 8    | 1      |
| 11     | 8   | Romain Grosjean   | Haas-Ferrari              | 52     | +1 Volta       | 10   |        |
| 12     | 2   | Stoffel Vandoorne | McLaren-Renault           | 52     | +1 Volta       | 17   |        |
| 13     | 9   | Marcus Ericsson   | Sauber-Ferrari            | 52     | +1 Volta       | 15   |        |
| 14     | 28  | Brendon Hartley   | Toro Rosso-Honda          | 52     | +1 Volta       | 20 1 |        |
| 15     | 35  | Sergey Sirotkin   | Williams-Mercedes         | 52     | +1 Volta 2     | 18   |        |
| 16 3   | 14  | Fernando Alonso   | McLaren-Renault           | 50     | Suspensão      | 16   |        |
| 17 3   | 18  | Lance Stroll      | Williams-Mercedes         | 48     | Colisão        | 19   |        |
| Ret    | 11  | Sergio Pérez      | Force India-Mercedes      | 27     | Colisão        | 13   |        |
| Ret    | 31  | Esteban Ocon      | Force India-Mercedes      | 0      | Colisão        | 11   |        |
| Ret    | 10  | Pierre Gasly      | Toro Rosso-Honda          | 0      | Colisão        | 14   |        |
| Fonte: |     |                   |                           |        |                |      |        |

Notas
- ↑1  – Brendon Hartley foi punido com 35 posições no grid por troca de componentes do motor, mas, pela nova regra, o piloto cai automaticamente para a última colocação.
- ↑2  – Sergey Sirotkin foi penalizado com 5 segundos a mais no seu tempo final de corrida por ter dirigido de uma maneira desnecessariamente lenta atrás do carro de segurança durante a bandeira amarela no início da prova.
- ↑3  – Fernando Alonso e Lance Stroll não finalizaram a prova mas obtiveram a classificação pois completaram mais de 90% do tempo total da corrida.

## Voltas na Liderança
- Commons

| Nº de Voltas | Piloto         | Voltas       |
| ------------ | -------------- | ------------ |
| 52           | Lewis Hamilton | 1-33 e 35-53 |
| 1            | Kimi Räikkönen | 34           |

## 2018DHLFastest Pit Stop Award

### Resultado
| 1      | 9  | Marcus Ericsson   | Sauber-Ferrari             | 2.32 | 25 |
| 2      | 28 | Brendon Hartley   | Scuderia Toro Rosso- Honda | 2.41 | 18 |
| 3      | 44 | Lewis Hamilton    | Mercedes                   | 2.44 | 15 |
| 4      | 7  | Kimi Räikkönen    | Ferrari                    | 2.46 | 12 |
| 5      | 33 | Max Verstappen    | Red Bull Racing-TAG Heuer  | 2.51 | 10 |
| 6      | 3  | Daniel Ricciardo  | Red Bull Racing-TAG Heuer  | 2.59 | 8  |
| 7      | 2  | Stoffel Vandoorne | McLaren-Renault            | 2.60 | 6  |
| 8      | 14 | Fernando Alonso   | McLaren-Renault            | 3.07 | 4  |
| 9      | 27 | Nico Hülkenberg   | Renault                    | 3.16 | 2  |
| 10     | 16 | Charles Leclerc   | Sauber-Ferrari             | 3.19 | 1  |
| Fonte: |    |                   |                            |      |    |

### Classificação
| Tabela do DHL Fastest Pit Stop Award \| Pos \| Construtor \| Pontos \| Var \| \| --- \| -------------------- \| ------ \| ------- \| \| 1 \| Red Bull-TAG Heuer \| 202 \| Estável \| \| 2 \| Ferrari \| 130 \| Estável \| \| 3 \| Mercedes \| 122 \| Estável \| \| 4 \| Sauber-Ferrari \| 110 \| 1 \| \| 5 \| Williams-Mercedes \| 94 \| 1 \| \| 6 \| Force India-Mercedes \| 42 \| Estável \| \| 7 \| Toro Rosso-Honda \| 41 \| 1 \| \| 8 \| McLaren-Renault \| 37 \| 1 \| \| 9 \| Haas-Ferrari \| 15 \| Estável \| \| 10 \| Renault \| 15 \| Estável \| |                      |        |         |
| Pos | Construtor           | Pontos | Var     |
| 1 | Red Bull-TAG Heuer   | 202    | Estável |
| 2 | Ferrari              | 130    | Estável |
| 3 | Mercedes             | 122    | Estável |
| 4 | Sauber-Ferrari       | 110    | 1       |
| 5 | Williams-Mercedes    | 94     | 1       |
| 6 | Force India-Mercedes | 42     | Estável |
| 7 | Toro Rosso-Honda     | 41     | 1       |
| 8 | McLaren-Renault      | 37     | 1       |
| 9 | Haas-Ferrari         | 15     | Estável |
| 10 | Renault              | 15     | Estável |

## Tabela do campeonato após a corrida
Somente as cinco primeiras posições estão incluídas nas tabelas.
| Pos | Piloto           | Pontos | Var     |
| --- | ---------------- | ------ | ------- |
| 1   | Lewis Hamilton   | 145    | 1       |
| 2   | Sebastian Vettel | 131    | 1       |
| 3   | Daniel Ricciardo | 96     | 1       |
| 4   | Valtteri Bottas  | 92     | 1       |
| 5   | Kimi Räikkönen   | 83     | Estável |

| Pos | Construtor         | Pontos | Var     |
| --- | ------------------ | ------ | ------- |
| 1   | Mercedes           | 237    | Estável |
| 2   | Ferrari            | 214    | Estável |
| 3   | Red Bull-TAG Heuer | 164    | Estável |
| 4   | Renault            | 62     | Estável |
| 5   | McLaren-Renault    | 40     | Estável |